# Březen 2020

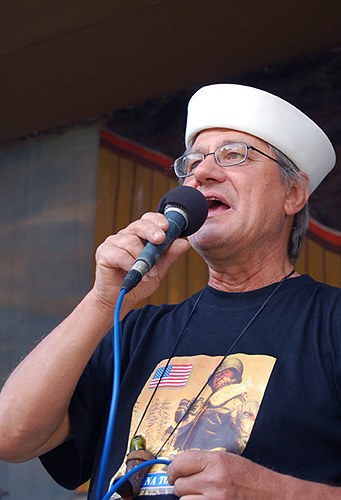
Jan Vyčítal

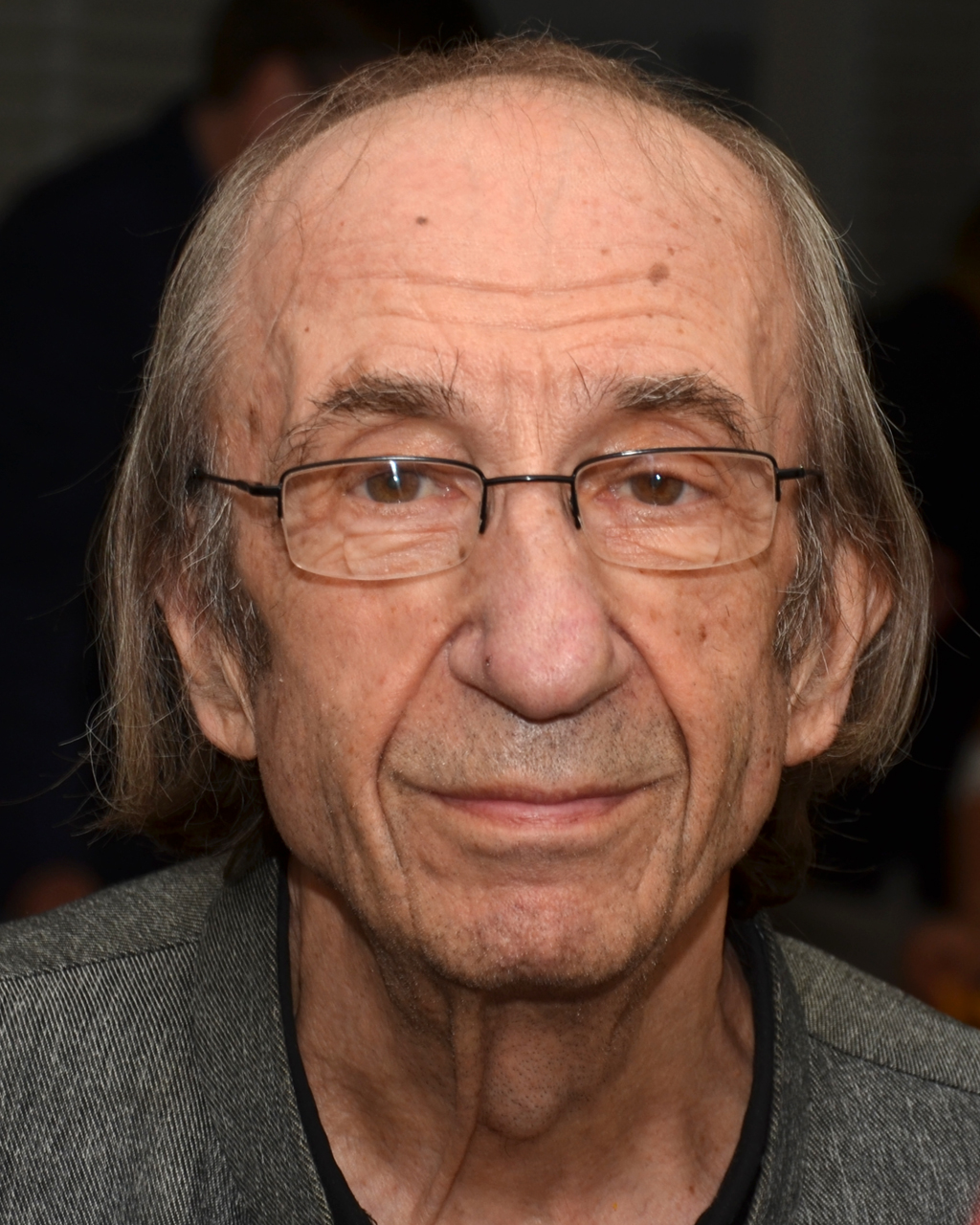
Miroslav Kovářík

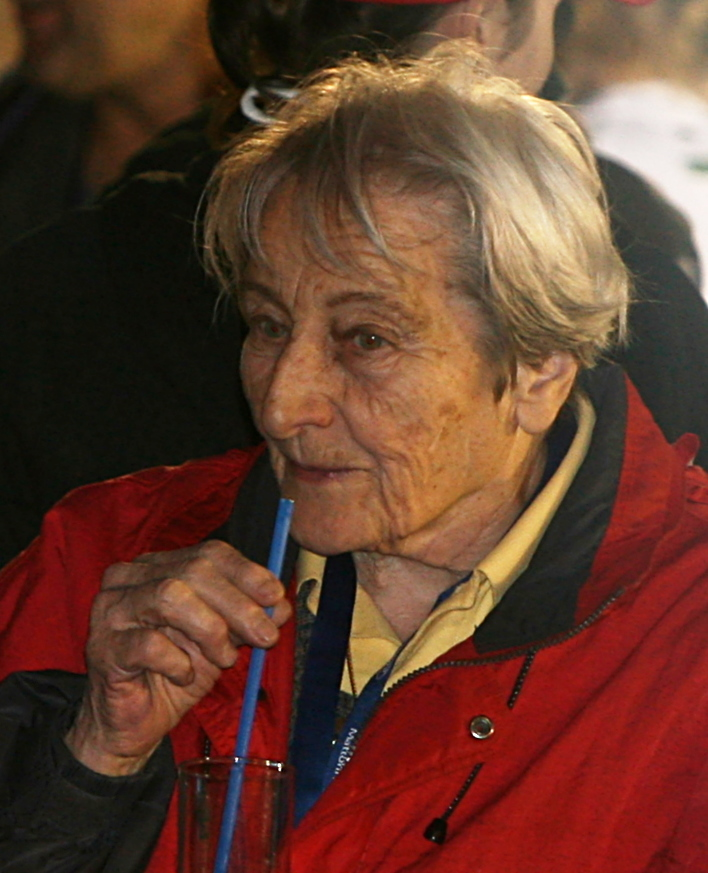
Dana Zátopková

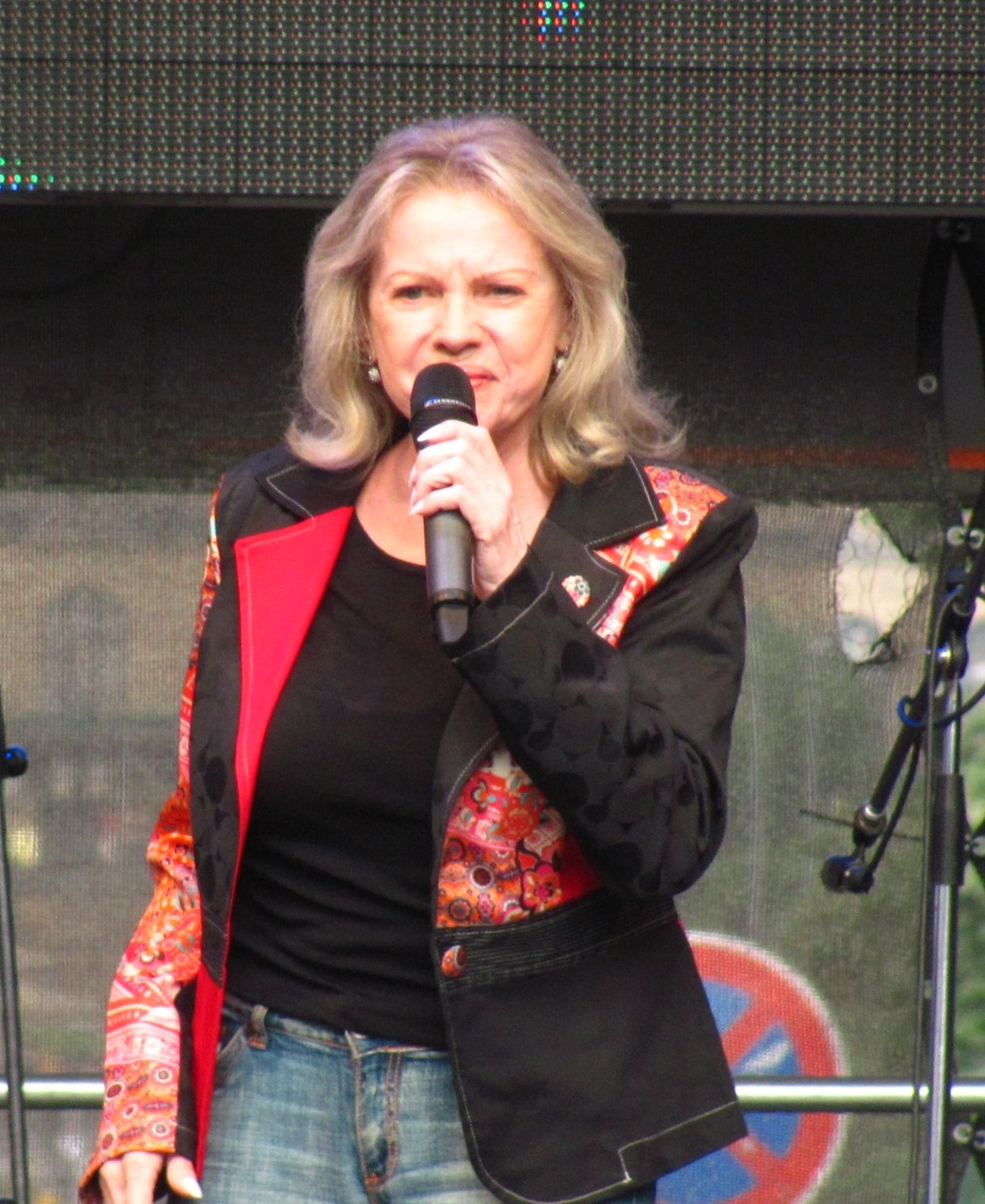
Eva Pilarová

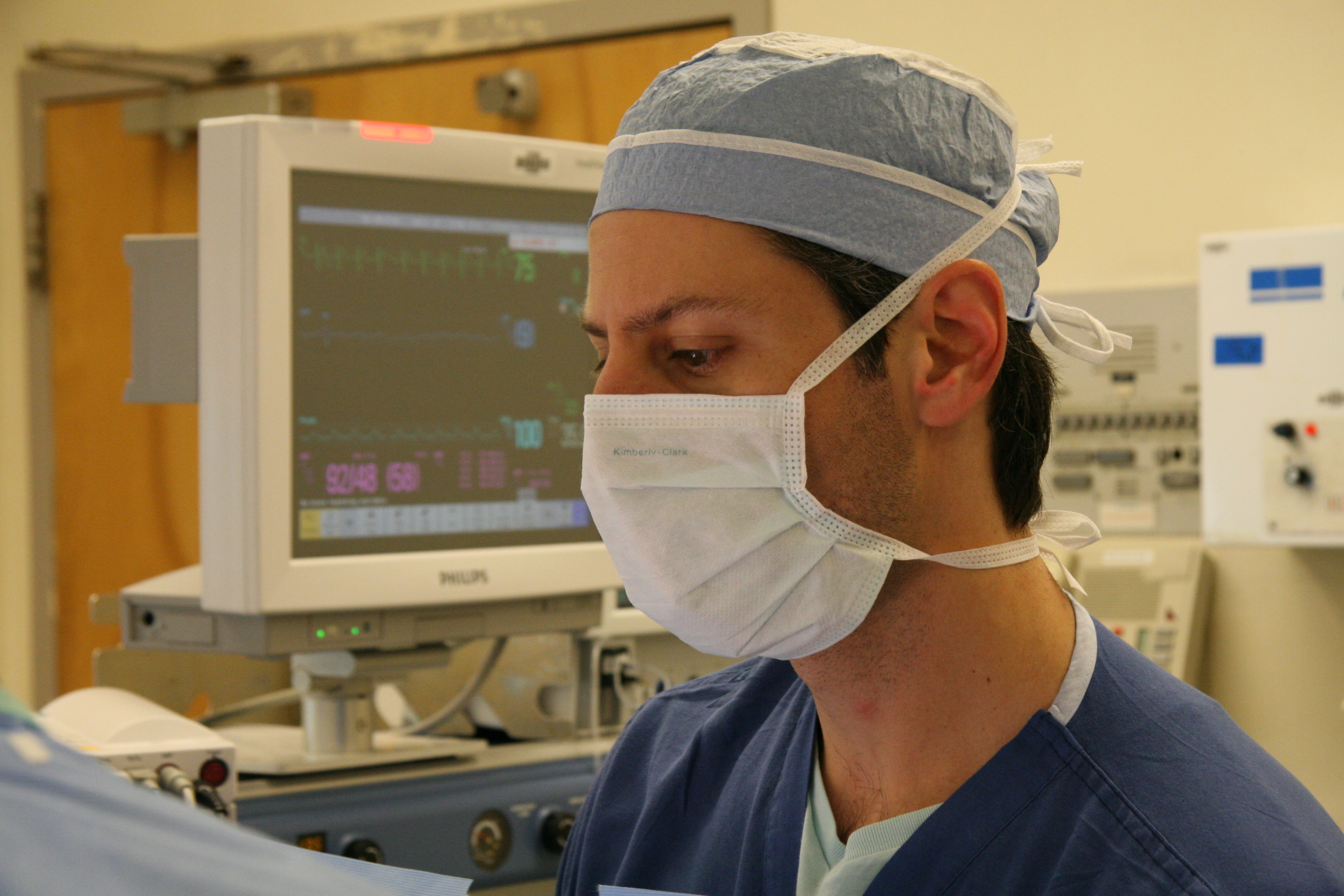
lékař s ochrannou rouškou

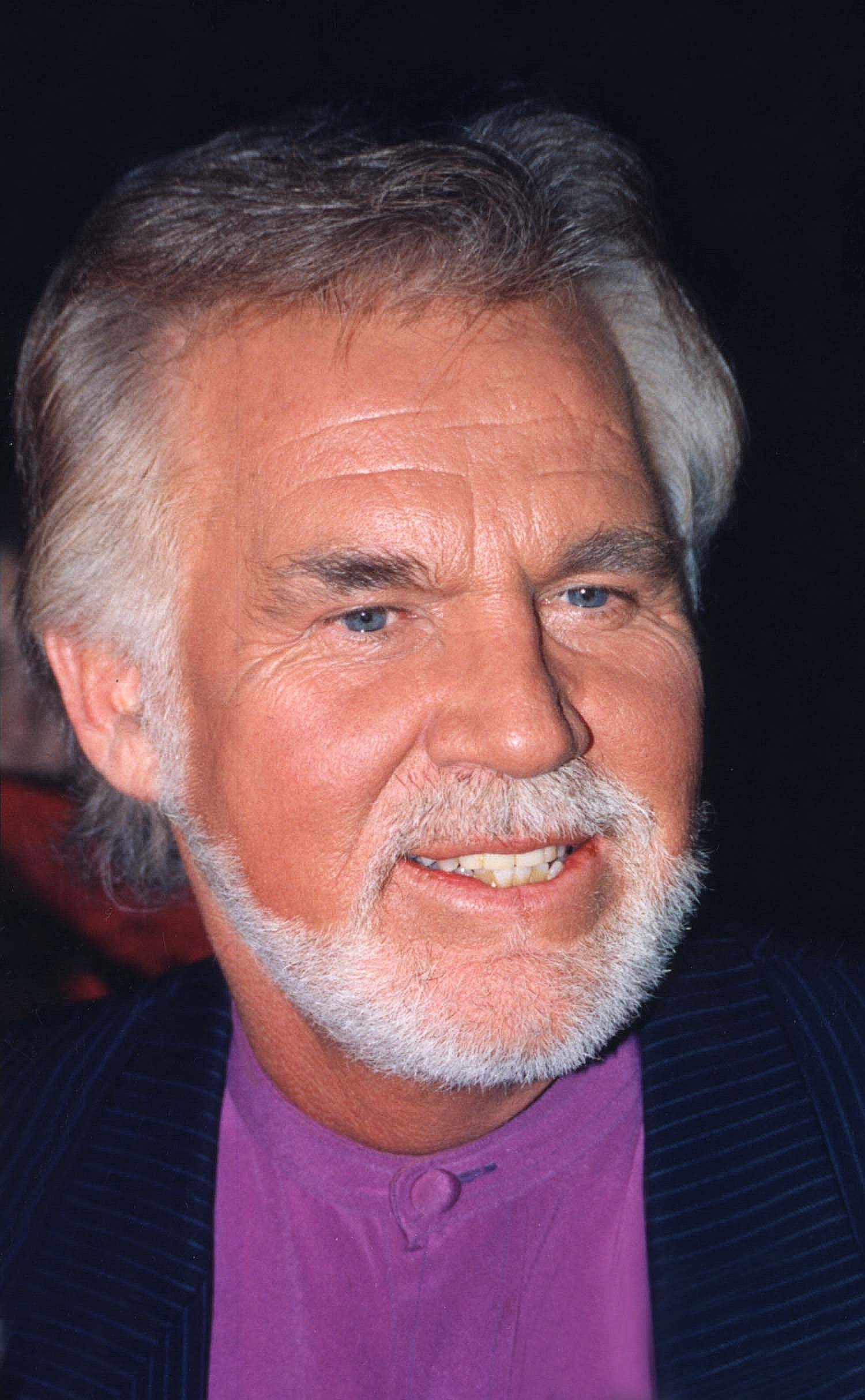
Kenny Rogers

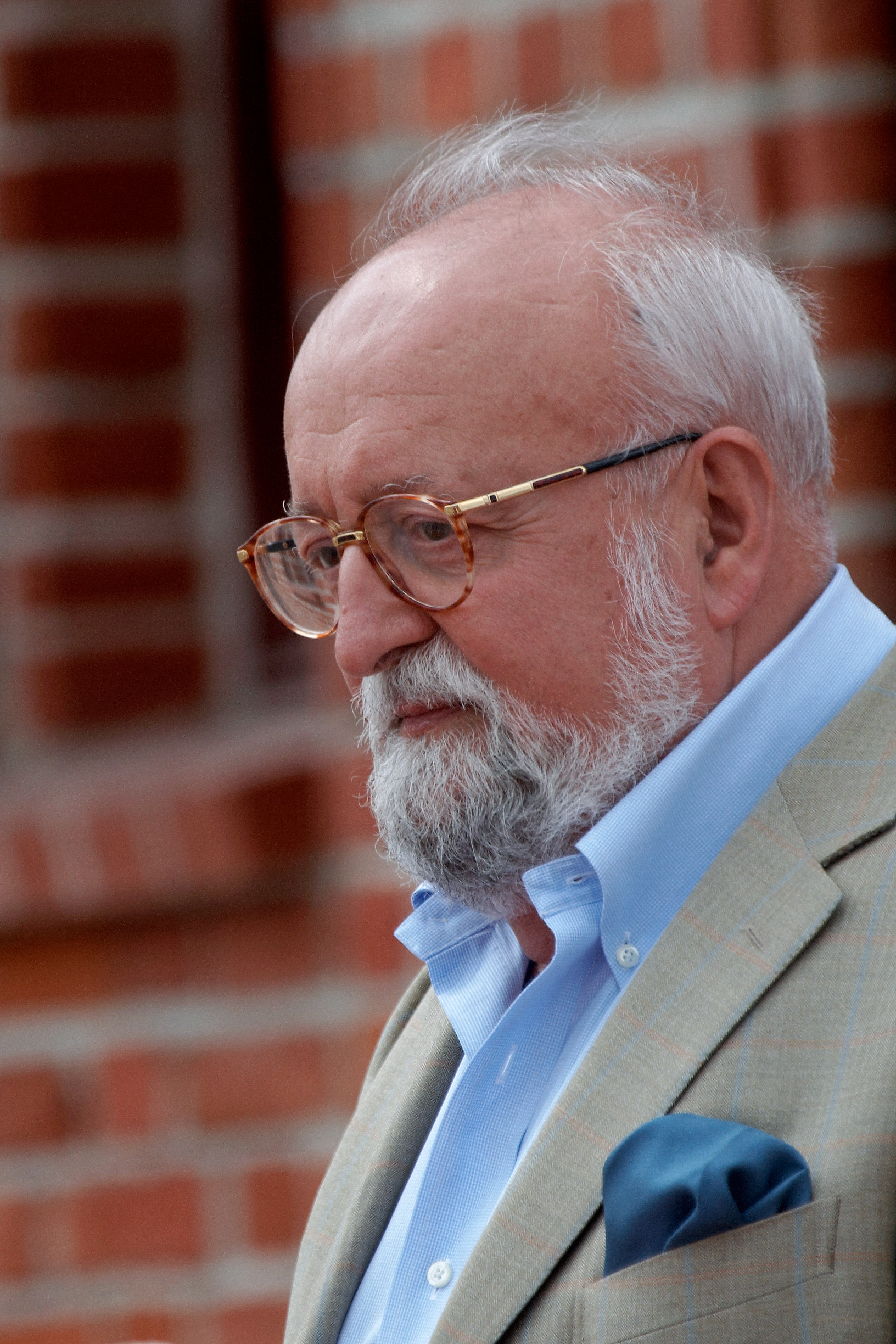
Krzysztof Penderecki

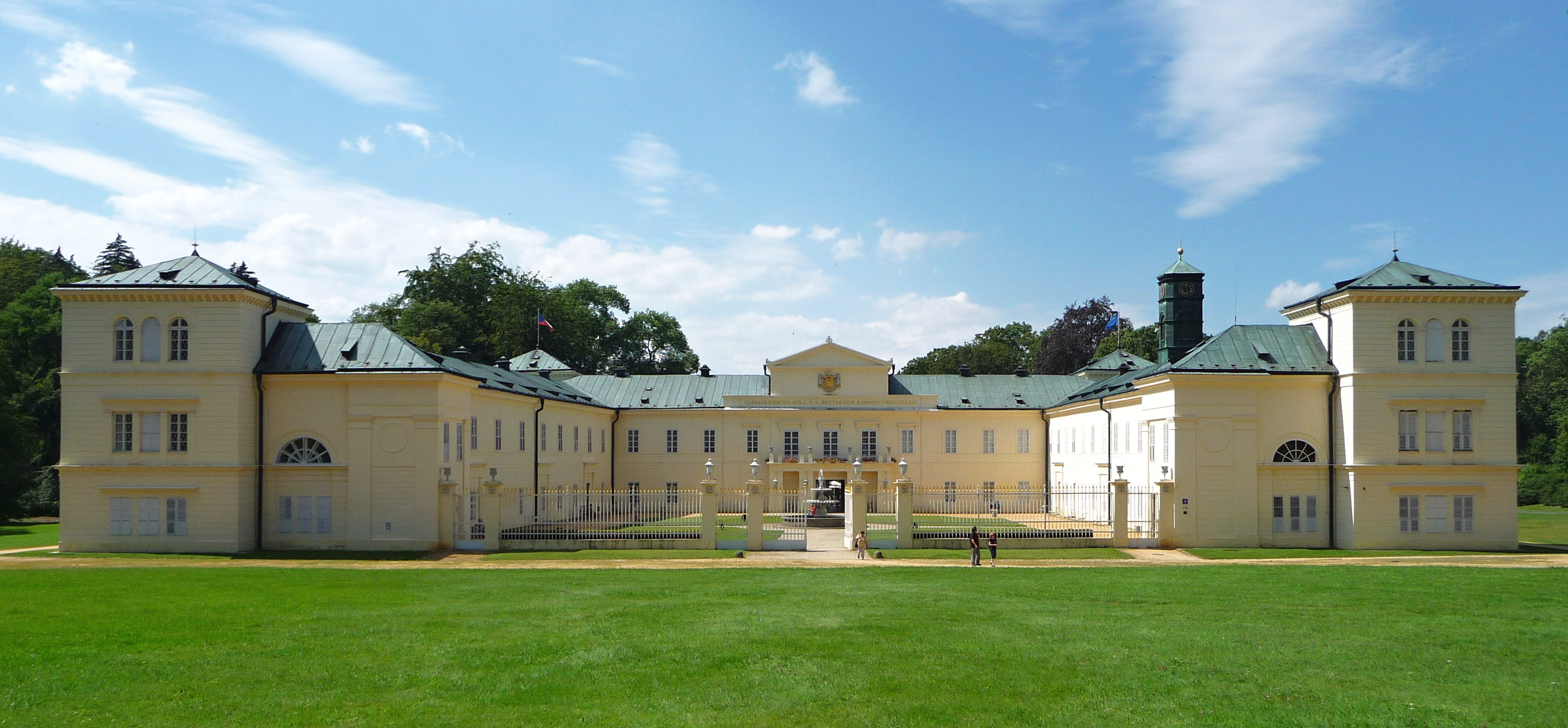
zámek Kynžvart

Toto je archivovaný článek z portálu Aktuality.
1. března – neděle
 Turecké letectvo sestřelilo dva syrské bombardéry Su-24 poté, co turecká armáda zahájila vojenskou ofenzivu v syrské provincii Idlib.
 Hnutí Obyčejní lidé a nezávislé osobnosti vedené Igorem Matovičem (na obrázku) zvítězilo v parlamentních volbách na Slovensku.
 Byly potvrzeny první tři případy nakažení covidem-19 v České republice.
 Ve věku 84 let zemřel americký manažer Jack Welch, dlouholetý generální ředitel společnosti General Electric.
 Ve věku 77 let zemřel zpěvák a karikaturista Jan Vyčítal (na obrázku), zakladatel skupiny Greenhorns.
4. března – středa
 V důsledku epidemie covidu-19 rozhodla italská vláda o uzavření všech škol a univerzit v období 5.–15. března a pořádání všech sportovních utkání a soutěží bez diváků po celý měsíc.
 Ve věku 85 let zemřel český herec a recitátor Mirek Kovářík (na obrázku).
6. března – pátek
 Ministr zdravotnictví České republiky nařídil povinnou 14denní domácí karanténu pro všechny občany ČR, kteří se od 7. března vrátí z území Itálie.
7. března – sobota
 Český lev: Nejlepším filmem roku 2019 bylo vyhlášeno drama Nabarvené ptáče od režiséra Václava Marhoula.
8. března – neděle
 Při sesuvu laviny v rakouském horském masivu Dachstein, zemřelo pět osob. Všichni byli Češi.
 Italský premiér Giuseppe Conte nařídil do 3. dubna izolaci Lombardie a 14 dalších provincií jako opatření proti šíření koronaviru SARS-CoV-2 V izolaci bude celkem více než 16 milionů lidí.
9. března – pondělí
 V Haagu začal soudní proces s obviněnými ze sestřelení letu MH17.
10. března – úterý
 Původní karanténa pro 14 regionů Itálie byla rozšířena na celý stát.
 Česká vláda se rozhodla zakázat od 10. března všechny akce s účastí nad 100 lidí a od 11. března uzavřít české základní, střední, vyšší odborné i vysoké školy do odvolání. Důvodem byla snaha zpomalit šíření koronaviru SARS-CoV-2.
11. března – středa
 Světová zdravotnická organizace (WHO) oficiálně klasifikovala šíření covidu-19 jako pandemii.
 Americký filmový producent Harvey Weinstein byl odsouzen k 23 letům odnětí svobody za znásilnění a sexuálního obtěžování.
 Státní duma na návrh Valentiny Těreškovové schválila změnu ústavy, která by umožnila Vladimiru Putinovi znovu kandidovat na ruského prezidenta.
 V časopise Nature byl publikován objev nového rodu a druhu Oculudentavis khaungraae, nejmenšího známého teropodního dinosaura z období druhohor, jehož exemplář byl objeven na území Barmy.
12. března – čtvrtek
 Vláda kvůli koronaviru vyhlásila nouzový stav. Ten trvá od dnešních 14:00 po dobu 30 dnů. Na tiskové konferenci to řekl premiér Andrej Babiš.
 Prezident Trump kvůli novému koronaviru uzavřel hranice USA cestujícím ze zemí Evropské unie na 30 dní.
13. března – pátek
 Fakultní nemocnice Brno čelila kybernetickému útoku, situaci začal prošetřovat NÚKIB.
 Ve věku 97 let zemřela atletka a olympijská vítězka Dana Zátopková (na obrázku).
 Bill Gates ohlásil odchod ze správní rady Microsoftu, aby se mohl více věnovat filantropii.
14. března – sobota
 Vláda kvůli pandemii koronaviru s platností od ranních hodin rozhodla o zákazu maloobchodního prodeje s výjimkou prodejen potravin, lékáren, drogerií, čerpacích stanic a některých dalších na 10 dní.
 Ve věku 80 let zemřela zpěvačka Eva Pilarová (na obrázku).
15. března – neděle
 Vláda před půlnocí oznámila zákaz volného pohybu na území ČR, omezení či zákaz některých služeb, aktivovala Ústřední krizový štáb, odložila termín daňových přiznání.
16. března – pondělí
 Japonský masový vrah Satoši Uemacu byl odsouzen k trestu smrti.
 Hygienici rozhodli o uzavření obcí Litovel, Uničov, Červenka a dalších nejméně na 14 dní v návaznosti na pandemii nemoci covid-19.
 Izraelský prezident Re'uven Rivlin po volbách pověřil sestavením vlády předsedu druhé nejsilnější parlamentní strany Modrá a bílá Bennyho Gantze.
17. března – úterý
 Předseda Evropské rady Charles Michel oznámil záměr uzavřít vnější hranice Evropské unie na 30 dní.
 Německá automobilová výrobní skupina Volkswagen ohlásila uzavření svých evropských provozů na 2 až 3 týdny z důvodu pandemie nového typu koronaviru.
 Evropská fotbalová federace UEFA ohlásila přeložení Mistrovství Evropy ve fotbale z června až července 2020 na červen až červenec 2021 z důvodu pandemie nového typu koronaviru.
18. března – středa
 Česká vláda zakázala vycházení bez roušky (na obrázku) či jiné ochrany nosu a úst s platností od půlnoci na čtvrtek.
20. března – pátek
 Ve věku 97 let zemřel bývalý československý hokejista Vladimír Zábrodský.
21. března – sobota
 Slovenská prezidentka Zuzana Čaputová jmenovala novou vládu premiéra Igora Matoviče, jehož hnutí OĽaNO získalo většinu hlasů v parlamentních volbách.
 Mezinárodní federace ledního hokeje zrušila kvůli probíhající pandemii 84. ročník Mistrovství světa v ledním hokeji ve Švýcarsku. Šlo o první přerušení soutěže od druhé světové války.
 Ve věku 81 let zemřel americký zpěvák a hudebník Kenny Rogers (na obrázku).
22. března – neděle
 Chorvatské hlavní město Záhřeb postihlo silné zemětřesení. Oběti na životech nejsou hlášeny.
 Úřady oznámily první úmrtí pacienta s nemocí covid-19 v Česku, 95letého muže hospitalizovaného v Nemocnici Na Bulovce.
23. března – pondělí
 Novým prezidentem Abcházie byl v předčasných prezidentských volbách zvolen opoziční kandidát Aslan Bžanija.
 Česká vláda prodloužila platnost restriktivních opatření kvůli pandemii covidu-19 do 1. dubna.
24. března – úterý
 Kvůli probíhající pandemii koronaviru bylo odloženo konání letních olympijských her v Tokiu na rok 2021.
 Indický premiér Naréndra Módí vyhlásil v celé zemi pro 1,4 miliardy lidí na 21 dní zákaz vycházení.
 Rodina francouzského kreslíře a ilustrátora Alberta Uderza, autora Asterixe (na obrázku figurína), oznámila jeho úmrtí ve věku 92 let.
 Ve věku 59 let zemřel americký hudebník Bill Rieflin.
25. března – středa
 Ruský prezident Vladimir Putin odložil kvůli pandemii konání všeruského hlasování, které mělo potvrdit změny Ústavy, zahrnující mj. vynulování prezidentských mandátů.
 Nejméně 25 lidí bylo zabito při útoku Islámského státu na sikhskou modlitebnu v afghánském hlavním městě Kábul.
 V Krasnodarském kraji se zřítil letoun L-39 Albatros, pilot zahynul.
26. března – čtvrtek
 Kvůli pandemii covidu-19 Mezinárodní šachová federace odložila dohrávku turnaje kandidátů, který měl pokračovat v Jekatěrinburgu.
27. března – pátek
 Severní Makedonie se stala 30. členem NATO.
 Kvůli pandemii covidu-19 vyzvala vláda České republiky všechny amatérské piloty, aby nelétali. 
 Britský premiér Boris Johnson oznámil, že se nakazil koronavirem.
29. března – neděle
 Ve věku 86 let zemřel polský hudební skladatel a dirigent Krzysztof Penderecki (na obrázku), jeden z klíčových představitelů hudební avantgardy.
 V Moskvě zemřel ruský spisovatel Jurij Vasiljevič Bondarev, bylo mu 96 let.
 V západoafrickém Mali se uskutečnily opakovaně odložené parlamentní volby, několik dní po únosu předsedy největší opoziční strany Soumaïla Cissého.
 Jako první z řad zdravotnického personálu a jako 16. české úmrtí s nemocí covid-19 zemřela sestra z Thomayerovy nemocnice v Praze.
30. března – pondělí
 Maďarský parlament schválil zákon udělující premiérovi Viktoru Orbánovi mimořádné pravomoci na neomezenou dobu.
 Po 14 dnech bylo ukončeno uzavření oblasti měst Litovel, Uničov a dalších 19 obcí na Olomoucku kvůli šíření koronaviru.
31. března – úterý
 Zámek Kynžvart (na obrázku) a Osada Baba společně s Kolonie Nový dům byly Evropskou komisí zařazeny do seznamu významných památek s označením Evropské dědictví.